# Spirasigmidae
Spirasigmidae is een familie van sponsdieren uit de klasse van de Demospongiae (gewone sponzen). 

## Geslachten
- Spirasigma Hallmann, 1912
- Tentorina Burton, 1959